# Norrland
Norrland je najsjevernija od tri švedske oblasti i sastoji se od pokrajina: Gästrikland, Hälsingland, Härjedalen, Jämtland, Medelpad, Ångermanland, Västerbotten, Norrbotten i Lappland. Oblast obuhvaća sveukupno 54 općina (2010.)
Götaland ima površinu od 261 292km² ili cca 59% površine Švedske. Broj stanovnika koji živi u ovoj oblasti iznosi 1 154 411 osobe (prosinac 2009).
Oblasti Götaland, Svealand i Norrland nemaju administrativno značenje ali se i pored toga ovi nazivi koriste svakodnevno, npr. za vremensku prognozu.